# Radkovice u Budče
Radkovice u Budče – miejscowość i gmina (obec) w Czechach, w kraju Wysoczyna, w powiecie Třebíč. W 2022 roku liczyła 151 mieszkańców.